# Mutsuhiko Maeda
Mutsuhiko Maeda (jap. 前田 睦彦 Maeda Mutsuhiko; * 7. Mai 1947 in Ikeda) ist ein ehemaliger japanischer Eisschnellläufer.

## Werdegang
Maeda, der an der Meiji-Universität studierte, trat international erstmals in der Saison 1967/68 in Erscheinung und belegte bei den Olympischen Winterspielen 1968 in Grenoble den 40. Platz über 1500 m sowie den 33. Rang über 5000 m. Zudem erreichte er mit dem zweiten Platz sein bestes Ergebnis bei japanischen Mehrkampfmeisterschaften und errang bei der Winter-Universiade 1968 in Innsbruck den zehnten Platz über 1500 m, den sechsten Platz über 3000 m und den fünften Platz über 5000 m. Im folgenden Jahr errang er bei der Mehrkampfweltmeisterschaft in Deventer den 22. Platz im Großen Vierkampf. Nach Platz 21 im Großen Vierkampf zu Beginn der Saison 1969/70 bei der Mehrkampfweltmeisterschaft 1970 in Oslo, kam er bei der Sprintweltmeisterschaft 1970 in West Allis auf den 19. Platz und wurde bei der Winter-Universiade 1970 in Rovaniemi Sechster über 1500 m sowie Fünfter über 500 m. In seiner letzten internationalen Saison 1971/72 lief er bei den Olympischen Winterspielen 1972 in Sapporo auf den 20. Platz über 1500 m und bei der Sprintweltmeisterschaft 1972 in Eskilstuna auf den 35. Rang.

## Erfolge

### Olympische Spiele
- 1968 Grenoble: 33. Platz 5000 m, 40. Platz 1500 m
- 1972 Sapporo: 20. Platz 1500 m

### Mehrkampf-Weltmeisterschaften
- 1969 Deventer: 22. Platz Großer Vierkampf
- 1970 Oslo: 21. Platz Großer Vierkampf

### Sprint-Weltmeisterschaften
- 1970 West Allis: 19. Platz Sprint-Mehrkampf
- 1972 Eskilstuna: 35. Platz Sprint-Mehrkampf

## Persönliche Bestzeiten
| Disziplin | Zeit        | Datum             | Ort               |
| --------- | ----------- | ----------------- | ----------------- |
| 500 m     | 39,6 s      | 21. Januar 1972   | Sapporo           |
| 1000 m    | 1:21,6 min  | 2. März 1973      | Karuizawa         |
| 1500 m    | 2:03,7 min  | 23. Januar 1972   | Matsumoto         |
| 3000 m    | 4:22,0 min  | 28. November 1971 | Matsumoto         |
| 5000 m    | 7:40,0 min  | 27. Januar 1970   | Cortina d’Ampezzo |
| 10.000 m  | 16:27,2 min | 22. Februar 1967  | Karuizawa         |